# FC 우라르투
FC 우라르투(아르메니아어: Ֆուտբոլային Ակումբ Բանանց)는 아르메니아의 수도 예레반을 연고로 하는 축구 클럽이다. 이 팀은 1992년에 창단되었므며, 현재 아르메니아 프리미어리그에 참가하고 있다. 2019년 8월 1일까지는 FC 바난츠라는 이름을 사용하였다.

## 선수 명단

### 현역
참고: FIFA 자격 규정에 따라 소속된 국가대표팀 국기를 표시합니다. 선수는 복수의 FIFA 비회원국 국적을 가지고 있을 수 있습니다.
| 번호 | 포지션 | 국적       | 이름                    |
| ---- | ------ | ---------- | ----------------------- |
| 3    | DF     | 아르메니아 | 에릭 필로얀             |
| 11   | FW     |            | 블라디슬라프 야코블레프 |

| 번호 | 포지션 | 국적 | 이름 |
| ---- | ------ | ---- | ---- |

## 같이 보기
- 아르메니아 축구 연맹